# Litodamus olga
Espèce
Litodamus olga est une espèce d'araignées aranéomorphes de la famille des Nicodamidae.

## Distribution
Cette espèce est endémique de Tasmanie en Australie.

## Description
Le mâle holotype mesure 5,20 mm et la femelle paratype 4,70 mm.

## Publication originale
- Harvey, 1995 : The systematics of the spider family Nicodamidae (Araneae: Amaurobioidea). Invertebrate Taxonomy, vol. 9, no 2, p. 279-386.